# Рандолф (Јута)
Рандолф (енгл. Randolph) град је у америчкој савезној држави Јута.

## Демографија
По попису из 2010. године број становника је 464, што је 19 (-3,9%) становника мање него 2000. године.
| Група             | 2000.       | 2010.       |
| Белци             | 471 (97,5%) | 431 (92,9%) |
| Афроамериканци    | 0 (0,0%)    | 0 (0,0%)    |
| Азијати           | 1 (0,2%)    | 1 (0,2%)    |
| Хиспаноамериканци | 9 (1,9%)    | 12 (2,6%)   |
| Укупно            | 483         | 464         |